# لویی تونگ
لویی تونگ (به لاتین: Loi Tung) یک روستا در چین است که در منطقه شمال، هنگ کنگ واقع شده‌است.